# كوت سان لوك (كيبك)
كوت سان لوك، كيبك (بالإنجليزية: Côte-Saint-Luc) هي مدينة كندية تقع في مقاطعة كيبك. تبلغ مساحة هذه المدينة 6.9519 (كم²)، ويبلغ عدد سكانها 31395 نسمة حسب إحصاء سنة 2006 م، بينما كان يسكنها 30244 نسمة في سنة 2001 م. تحتل هذه المدينة المرتبة رقم 129 بين مدن كندا حسب عدد السكان والمرتبة رقم 31 في المقاطعة. النمو سكاني في هذه المدينة يقدر بـ(3.8).

## توأمة
لكوت سان لوك (كيبك) اتفاقيات توأمة مع:
- عسقلان

## وصلات خارجية
- الأطلس الحكومي لكندا
- إحصاءات كندا مع ساعة تعداد السكان نسخة محفوظة 23 مارس 2008 على موقع واي باك مشين.